# 25898 Alpoge
25898 Alpoge este un asteroid din centura principală de asteroizi.

## Descriere
25898 Alpoge este un asteroid din centura principală de asteroizi. A fost descoperit pe 30 decembrie 2000 la Socorro, New Mexico, în cadrul proiectului LINEAR. Asteroidul prezintă o orbită caracterizată de o semiaxă mare de 2,76 ua, o excentricitate de 0,10 și o înclinație de 8,1° în raport cu ecliptica.